# 4NYC
4NYC (For New York City) is een livealbum van Jordan Rudess. Het album is uitgebracht als reactie op de aanslagen op 11 september 2001 in de Verenigde Staten. Om geld op te halen voor het Amerikaanse Rode Kruis en om de pijn te verzachten die hij voelde, organiseerde hij samen met zijn vrouw een benefietconcert. Op het album staan ook zes improvisaties die hij heeft opgenomen in de studio in de week na het concert.

## Nummers
Alle nummers zijn gecomponeerd door Jordan Rudess.
1. My Thoughts – 2:12
2. If I Could – 7:09 *
3. A Step Beyond – 4:14
4. Outcast – 4:25 *
5. Lamb Chops – 2:41
6. Within – 5:33 *
7. One Voice – 3:51
8. Real Time – 3:25
9. Mourning After – 6:05 *
10. Darkness to Day – 5:44
11. Speed as Light – 3:36
12. On My World – 5:57 *
13. For You – 5:45 *

Nummers met een * zijn studio-opnames, de andere nummers zijn uitgevoerd in het Helen Hayes Performing Arts Center in New York